# J. B. Trapp
Pour les articles homonymes, voir Trapp (homonymie).
Joseph Burney Trapp, connu dans ses publications comme J. B. Trapp, né le 16 juillet 1925 à Carterton (Nouvelle-Zélande) et mort le 14 juillet 2005 à Londres (Royaume-Uni), est un historien et bibliothécaire néo-zélandais.
Il a été directeur du Warburg Institute et professeur d'histoire de Classical tradition (en) à l'université de Londres de 1976 à 1990.

## Biographie
J. B. Trapp est diplômé de l'Université Victoria de Wellington, en Nouvelle-Zélande en 1947 et entame sa carrière dans cette institution en 1950 après avoir travaillé à la Bibliothèque Alexander Turnbull de 1946 à 1950.
En 1951, il émigre au Royaume-Uni, où il travaille d'abord à l'université de Reading puis, à partir de 1953, au Warburg Institute de l'université de Londres. Au Warburg, il est assistant bibliothécaire de 1953 à 1966 puis bibliothécaire (1966-1976) etn succédant à Ernst Gombrich, il en devient directeur (1976-1990).
Trapp épouse en 1953 Elayne Falla avec laquelle il a deux fils.

## Publications
Le travail de longue haleine de J. B. Trapp est son édition critique de The Apology of Sir Thomas More, publiée en 1979 dans le cadre de la Yale Edition of the Complete Works of St. Thomas More (en). Il a également publié Essays in the Renaissance and Classical Tradition (1990) et Studies of Petrarch and His Influence (2003). Avec Lotte Hellinga, il a co-édité The Cambridge History of the Book en Grande-Bretagne, 1400-1557 (1999).
Son travail sur John Colet et sur d'autres humanistes anglais, ainsi que son étude de Pétrarque, ont été publiés dans le Journal of the Warburg and Courtauld Institutes pendant plusieurs années.

## Récompenses et distinctions
- Commandeur de l'ordre de l'Empire britannique

## Source bibliographique
- A commemoration: Professor Joseph Burney Trapp 1925-2005: A collection of tributes from friends and colleagues, delivered at the University of London on 8 December 2005, published now with a bibliography, London : University of London, The Warburg Institute, 2007